# 松乃井酒造場
松乃井酒造場（まつのいしゅぞうじょう、英文名称:Matsunoi Sake Brewery Co.,LTD. ）は、新潟県十日町市上野に本社を置く酒蔵である。初代古澤英保（銘柄「澤乃井」古澤酒造場の次男）が分家して第二古澤酒造場として1897年（明治30年）創業した。銘柄「松乃井」の由来は赤松林の下に仕込み水の井戸がある事から来ている。

## 銘柄
- 純米大吟醸「英保」えいほ
- 大吟醸「松乃井」・「大吟醸しずく採り・一年貯蔵」
- 純米吟醸「松乃井」
- 吟醸「松乃井」
- 吟醸生「松乃井」
- 純米酒「松乃井」
- 特別本醸造「松乃井」
- 特別本醸造「結弥」むすび

## 役員
- 代表取締役会長 古澤棟子
- 代表取締役社長 古澤実
- 取締役 古澤豊